# L'École à l'hôpital
L'association L’École à l'hôpital, reconnue d'utilité publique, assure la scolarisation des jeunes malades à Paris et en Île-de-France.

## Activités
L’École à l’Hôpital est une association loi 1901 reconnue d’utilité publique en 1978. 
Fondée en 1929 par Marie-Louise Imbert, professeur de philosophie, sa mission consiste à dispenser des cours individuels et gratuits aux jeunes malades de 5 à 25 ans pour leur donner l’opportunité de poursuivre une scolarité normale.
Agréée par l’Éducation nationale, l'association intervient en complément de son action dans certains hôpitaux ou services pédiatriques, ou seule là où elle n’est pas présente.
Les professeurs bénévoles qualifiés interviennent auprès des jeunes patients sur recommandation des équipes médicales. Les coordinatrices de scolarité, liens entre les médecins, les élèves et les professeurs, rencontrent chaque jeune pour définir les matières qu’il souhaite approfondir. Chacun bénéficie ainsi d’un programme sur mesure pour continuer son apprentissage et conserver son lien avec l’école.
L’École à l'Hôpital intervient dans plus de 45 hôpitaux à Paris et en Île-de-France ainsi qu'au domicile des jeunes patients. 
Chaque année ce sont plus de 4 000 élèves malades qui sont suivis et près de 23 000 cours individuels sont donnés grâce à une équipe de plus de 450 enseignants bénévoles.

## Encadrement
- Présidente : Caroline Grossi
- Directrice : Valérie Dugast